# Олбани (Кентаки)
Олбани (енгл. Albany) град је у америчкој савезној држави Кентаки.

## Демографија
По попису из 2010. године број становника је 2.033, што је 187 (-8,4%) становника мање него 2000. године.
| Група             | 2000.         | 2010.         |
| Белци             | 2.133 (96,1%) | 1.861 (91,5%) |
| Афроамериканци    | 1 (0,0%)      | 5 (0,2%)      |
| Азијати           | 1 (0,0%)      | 3 (0,1%)      |
| Хиспаноамериканци | 69 (3,1%)     | 127 (6,2%)    |
| Укупно            | 2.220         | 2.033         |